# 野村須磨子
野村 須磨子（のむら すまこ、1953年12月23日 - ）は、日本の女優、声優。東京都出身。ぷろだくしょんバオバブ所属。

## 来歴
北野高等学校卒業。以前は劇団文化座に所属していた。
『越後瞽女日記』のきの役で初舞台。

## 人物
資格は普通自動車免許、日本舞踊花柳流名取、華道池坊初段。
特技は狂言、三味線、ソフトボール。趣味は骨董。
S&S Entertainment Studioの声優コースにて講師としても活動中。

## 出演作品

### テレビドラマ
- NHK大河ドラマ
  - 風と雲と虹と（民人）
  - 花神
- NHK少年ドラマシリーズ / 赤い月
- 銀河テレビ小説（NHK）
  - 男が家を出るとき（1985年） - 孝子
- 仮面ライダークウガ 第34話（2000年）

### テレビアニメ
- THE ビッグオー second season（2003年）
- 忘却の旋律（2004年、月乃森時子）
- ちょこッとSister（2006年、お魚屋さんの女将）
- 東京マグニチュード8.0（2009年、山路）
- 中二病でも恋がしたい!（2012年、祖母）
- 名探偵コナン（2012年 - 2019年、藤木静子、山崎敏子、露口降代、木下京子、菱田順子）
- クレヨンしんちゃん（2021年、ママ）

### OVA
- 冬の蝉（2007年、イト）

### 吹き替え

#### 映画
- ある女流作家の罪と罰（マージョリー〈ジェーン・カーティン〉）
- IT ※NHK-BS2版
- インベージョン（ウェンディ・レンク〈ヴェロニカ・カートライト〉）
- ヴィジット（祖母）
- エイリアン:ロムルス[8]
- オープンハウスへようこそ（ナオミ）
- オズ はじまりの戦い
- 大人の女子会 ナイトアウト（ソンドラ〈パトリシア・ヒートン〉）
- クリスマス・マジック プレゼントはお天気マシーン
- キャッチ・ミー・イフ・ユー・キャン（キティー・カーライル）
- 最強のふたり（イヴォンヌ）
- シャーロック・ホームズ（ハドソン夫人〈ジェラルディン・ジェームズ〉）
- シャーロック・ホームズ シャドウ ゲーム（ハドソン夫人〈ジェラルディン・ジェームズ〉[9]）
- セブンデイズ（ハン・スッキ）
- 大発明家ノーベル・知られざる私生活
- デンジャラスな妻たち（ブリジット・カーディガン〈ダイアン・キートン〉）
- ハイジ インタウン（クララの祖母）
- バック・トゥ・ザ・フューチャー（寄付集めの女性1）※BSジャパン版
- ブーリン家の姉妹（エリザベス・ブーリン〈クリスティン・スコット・トーマス〉）
- ファンタスティック・フォー ［超能力ユニット］（デビー・マクルヴェーン〈ローリー・ホールデン〉[10]）※日本テレビ版
- ブラックパンサー（マーチャント族長老〈ドロシー・スティール〉[11]）
  - ブラックパンサー/ワカンダ・フォーエバー[12]
- マイ・ブラザー・エディ（ジーニー〈メア・ウィニンガム〉）
- マトリックス・レボリューションズ（ディラード評議員）※フジテレビ版
- マンマ・ミーア！（ターニャ〈クリスティーン・バランスキー〉）
- ミッション: 8ミニッツ
- ラストナイト・イン・ソーホー（ミス・コリンズ〈ダイアナ・リグ〉[13]）
- ロード・オブ・ザ・リング/二つの塔（モルウェン）
- Work It 〜輝けわたし!〜
- ワイルド・タウン/英雄伝説（ミシェル・ヴォーン）
- 私は世界一幸運よ（ダイナ〈コニー・ブリットン〉）

#### ドラマ
- アグリー・ベティ4
- アメリカン・ホラー・ストーリー（グロリア・モット、マートル・スノーモイラ、死の天使、モイラ・オハラ〈フランセス・コンロイ〉）
- アンフォゲッタブル 完全記憶捜査（デビー・モーザー）
- ER緊急救命室
  - シーズン2（クレア〈チャニング・チェイス〉）
  - シーズン4（メイナード〈ジェニファー・ニコール・リン〉）
  - シーズン11 #7（スカリー〈リサ・モンキュア〉）
  - シーズン13 #22（クリーグ〈ジャクリーン・ウィリアムズ〉）
  - シーズン14（セリーナ・リプニッキ〈ナターシャ・ロイ〉）
- イ・サン（イ尚宮）
- おまかせアレックス（バーバラ・マック）
- 仮面の王 イ・ソン（ハン尚宮）
- 宮廷女官チャングムの誓い（スバルサングン）
- コールドケース5 #1
- コッソンビ　二花院の秘密 (大妃（テビ）〈ナム・ギエ〉) [14]
- サム&キャット（ノーナ）
- CSI:7 科学捜査班 #7
- CSI:マイアミ5 #15
- シティーハンター in Seoul
- スーパーヒーローアカデミー
- ステート・オブ・プレイ〜陰謀の構図〜
- ゾウズ・フー・キル2 殺意の深層（セシリア）
- ハイスクール・ウルフ
- パパにはヒ・ミ・ツ
- ビクトリアス（ロビーのおばあちゃん）
- 火の鳥（チョ・ヒョンスク）
- フェリシティの青春
- 冬のソナタ（パク・チョン）
- プライベート・プラクティス4
- マーダーズ・イン・ビルディング[15]
- マイ・スイート・メモリーズ
- ミディアム3 霊能者アリソン・デュボア #5

#### アニメ
- ジェイコブと海の怪物
- ソウルフル・ワールド（メルバ[16]）
- ちいさなプリンセス ソフィア（マダム・コレット）
- ビクター&バレンティノ（チャタ[17]）

### 舞台
- 兄帰る
- 歌姫
- 断髪にセレナーデ
- 晴れ舞台（語り）
- プラザ・スウィート
- ゆうれい貸屋（語り）
- 夢たち

### その他コンテンツ
- 犬神家の一族（番宣ナレーション）
- マシンロボ ムゲンバイン（ナレーション）
- 世界の衝撃ストーリー（声の出演）